# نيوموغروسيد
نيوموجروسايد (Neomogroside) هو غليكوزيد الكوسا (cucurbitane glycoside) معزولة من فاكهة Siraitia grosvenorii.